# Kitzscher
Kitzscher (pronunciación alemana: /ˈkɪt͡sʃɐ/ⓘ) es un municipio situado en el distrito de Leipzig, en el estado federado de Sajonia (Alemania), a una altitud de 100 metros. Su población a finales de 2016 era de unos 5000 habitantes y su densidad poblacional, 170 hab/km².